# MV Lady Mary Joy 3
MV Lady Mary Joy 3 es un transbordador de pasajeros propiedad y operado por Aleson Shipping Lines. Originalmente conocido como MV Daito, fue adquirido por Aleson Shipping en julio de 2011. En 2023 sufrió un grave incendio.

## Incendio

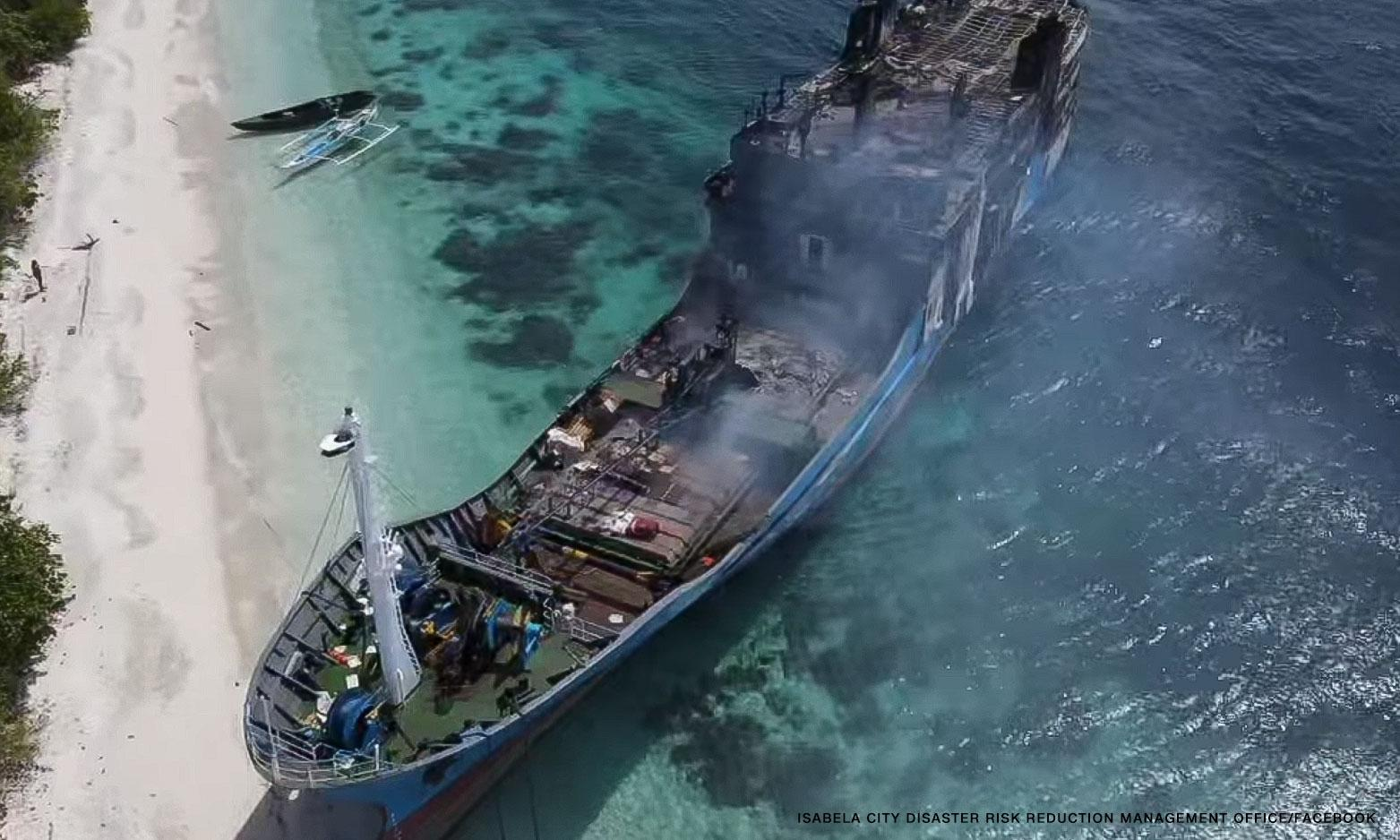
Consecuencias del incendio en el Lady Mary Joy 3

El 29 de marzo de 2023, el MV Lady Mary Joy 3 se incendió frente a la isla Baluk-Baluk, Hadji Muhtamad, Basilan, mientras viajaba a Joló desde la ciudad de Zamboanga. El incendio, que comenzó alrededor de las 10:40 p. m., duró hasta las 7:30 a. m. del día siguiente. Fue remolcado hasta la costa de la provincia y varó.
La Guardia Costera de Filipinas (PCG) informó el 5 de abril que el ferry transportaba un total de 249 personas; 216 de ellas sobrevivieron.  Se reportaron treinta y tres muertes hasta el 13 de abril. Las operaciones de búsqueda, rescate y recuperación se volvieron difíciles debido a un listado de pasajeros incompleto; así como la identificación de los restos quemados de las muertes reportadas.
Según la Oficina de Protección contra Incendios, la causa más probable de un incendio es un cortocircuito eléctrico.